# Бепе Габиани
Бепе Габиани (на италиански: Beppe Gabbiani) е бивш пилот от Формула 1. Роден на 2 януари 1957 г. в Пиаченца, Италия.

## Формула 1
Бепе Габиани прави своя дебют във Формула 1 в Голямата награда на САЩ през 1978 г. В световния шампионат записва 17 състезания като не успява да спечели точки, състезава се за отбора на Съртис и Осела.